# Adolfine Mikes
Adolfine Anna Antonie Mikes, auch Mikesch, Mikeš, geborene Kranner (* 11. September 1903 in Wien; † 2. Dezember 1942 ebenda) war eine österreichische Hausgehilfin, KPÖ-Funktionärin und Widerstandskämpferin.

## Leben
Adolfine Kranner kam aus einer bürgerlichen Familie und heiratete den Monteur Robert Mikes, der bis 1933 Mitglied der Sozialdemokratischen Arbeiterpartei (SDAP) war. Laut Urteilen des Landesgerichts Wien wurde das Ehepaar vom Straßenbahner Johann Hornschall 1935 für die Kommunistischen Partei Österreichs (KPÖ) angeworben. Zusammen mit ihrem Ehemann war sie unter dem Decknamen „Irma“ Funktionärin der KPÖ und leitete ab Herbst 1940 die Literaturabteilung der Partei in Wien-Floridsdorf. Während dieser Zeit war sie an der Herstellung und Verbreitung von Flugblättern beteiligt und hatte Kontakte zu den Wiener Widerstandskämpfern Josef Andersch, Rudolf Badstöber, Karl Schachinger, Antonie Stockinger  und Anton Strömer.
Am 13. Januar 1941 wurde das Ehepaar von der Gestapo verhaftet und im Landesgericht Wien inhaftiert. Adolfine Mikes wurde am 24. September 1942 zusammen mit den KPÖ-Widerstandskämpferinnen Wilhelmine Tesarik, Josefa Butz und Valerie Kozi wegen „Vorbereitung zum Hochverrat“ angeklagt und als einzige der Angeklagten zum Tod verurteilt.
Am 28. September 1942 schrieb sie an ihre Familie:

„Meine Lieben! Ihr werdet bereits mein Urteil wissen, bin sehr unglücklich und trostlos darüber. Denn ich war mir der Folgen meiner Handlungsweise nicht bewusst, wollte doch niemandem schaden. Habe das Ganze unüberlegt gemacht, wurde nicht aufgeklärt, sondern nur beeinflusst. Bereue heute sehr, und sehe mein Unrecht ein, doch leider zu spät. Bitte liebe Mitzi, komme mich gleich besuchen, damit ich mit dir über Verschiedenes sprechen kann, nur weiß ich nicht genau, welcher Tag für uns ist; bitte erkundige dich danach. Auch möchte ich euch bitten, dich sowie Mutter, dass ihr beide, jeder eines, ein Gnadengesuch für mich macht, aber bitte macht es bald, denn wie du wissen wirst, bin ich doch aus bürgerlichem Haus und mein Vater ein Deutschnationaler war, also ein Vorkämpfer der heutigen Idee, ich nur ins Ganze hineingezogen wurde und es nicht bewusst machte. Bitte verlasst mich nicht und macht Schritte, unternehmt alles, was ihr könnt, damit mein Urteil nicht Wirklichkeit wird…“

Nach Ablehnung ihres Gnadengesuchs vom 8. Oktober 1942 wurde Mikes am 2. Dezember 1942 im Landesgericht für Strafsachen Wien hingerichtet.
Ihr Ehemann Robert Mikes wurde am 29.  September 1942 zusammen mit den KPÖ-Widerstandskämpfern Max Peschek, Ferdinand Platzer, Anton Strömer und Franz Zach ebenfalls zum Tode verurteilt und am 18. Dezember 1942 hingerichtet.

## Gedenken
Adolfine Mikes wurde in einem gemeinsamen Grab mit Othmar Schrausser im Ehrenhain der Gruppe 40 im Wiener Zentralfriedhof bestattet.
Im ehemaligen Hinrichtungsraum des Landesgerichts für Strafsachen Wien ist ihr Name auf der Gedenktafel für die Opfer der NS-Justiz aufgeführt.
Am 11. März 1988 wurde von der Bezirksorganisation Wien-Donaustadt der KPÖ an der Fassade des Hauses in der Wiener Wurmbrandgasse 17 eine Gedenktafel für 21 Widerstandskämpfer und -kämpferinnen angebracht, darunter Adolfine und Robert Mikesch. Die Namen sind in der Inschrift zum Teil nicht korrekt angeführt.